# براينت كروفورد
براينت كروفورد (21 مارس 1997 في الولايات المتحدة - ) (بالإنجليزية: Bryant Crawford)‏ هو لاعب كرة سلة أمريكي في مركز هجوم خلفي.

## وصلات خارجية
- براينت كروفورد على موقع كرة السلة الأوروبية.كوم (الإنجليزية)
- براينت كروفورد على موقع كلية كرة السلة في سبورتس رفرنس.كوم (الإنجليزية)
- براينت كروفورد على موقع ريلجم (الإنجليزية)
- براينت كروفورد على موقع بروبوليرز (الإنجليزية)
- براينت كروفورد على موقع سبورتس رفرنس (الإنجليزية)